# 東方歧鬚鮠
東方歧鬚鮠（学名：Synodontis orientalis）為輻鰭魚綱鯰形目倒立鯰科的其中一種，為熱帶淡水魚，分布於非洲坦尚尼亞Ruvu及Rufiji流域，體長可達8.8公分，棲息在底中層水域，生活習性不明。
其种加词“orientalis”意为“东方的”。